# 더 가드
더 가드(The Guard)는 아일랜드에서 제작된 존 마이클 맥도나프 감독의 2011년 코미디, 스릴러, 범죄 영화이다. 브렌단 글리슨 등이 주연으로 출연하였고 크리스 클락 등이 제작에 참여하였다.

## 출연

### 주연
- 브렌단 글리슨
- 돈 치들

### 조연
- 리암 커닝햄
- 데이빗 윌못
- 로리 키난
- 마크 스트롱
- 피오눌라 플라나건
- 도미니크 맥엘리곳
- 사라 그린
- 팻 쇼트
- 다렌 힐리
- 로렌스 킨런
- 게리 린던

## 제작진
- 라인프로듀서: 폴 마일러
- 미술: 존 폴 켈리
- 의상: 에이머 니 마올돔나이프
- 배역: 지나 제이